# Dolphia
Dolphia is een buurt annex wijk in de gemeente Enschede, in de Nederlandse provincie Overijssel. Het is gelegen tussen het centrum van Enschede en het dorp Glanerbrug.
De buurt maakt deel uit van de wijk Glanerbrug en omgeving en wordt, op die manier, bij het dorp Glanerbrug gerekend. In 2018 telde de buurt Dolphia 558 inwoners.

## Geschiedenis
Het grondgebied van Dolphia behoorde tot de laatmiddeleeuwse marke Eschmarke. Het werd bij de vorming van de Napoleontische gemeentes in 1811 bij de toenmalige gemeente Lonneker ingedeeld. Uit die tijd dateert de Napoleonweg van Enschede naar Gronau, de huidige Gronausestraat, die in 1928 gereed kwam.

### Hotel Dolphia
Ook uit die tijd dateert hotel Dolphia, dat in 1840 reeds vermeld wordt en waarnaar het gebied vermoedelijk is vernoemd. In de 2e helft van de 19e eeuw werd het gebied door de Esmarker verdelingscommissie in enkele grote kavels verdeeld en er kwam enige verspreide bebouwing aan de Dommeltweg. Toen zijn o.a. de Lenteweg, Herfstweg en Zomerweg aangelegd. Begin 20e eeuw kwamen er huizen in de omgeving van de Veltzichtweg bij. Dolphia groeide uit tot gehucht (buurtschap) van het zelf nog jonge dorp Glanerbrug van de gemeente Lonneker. 

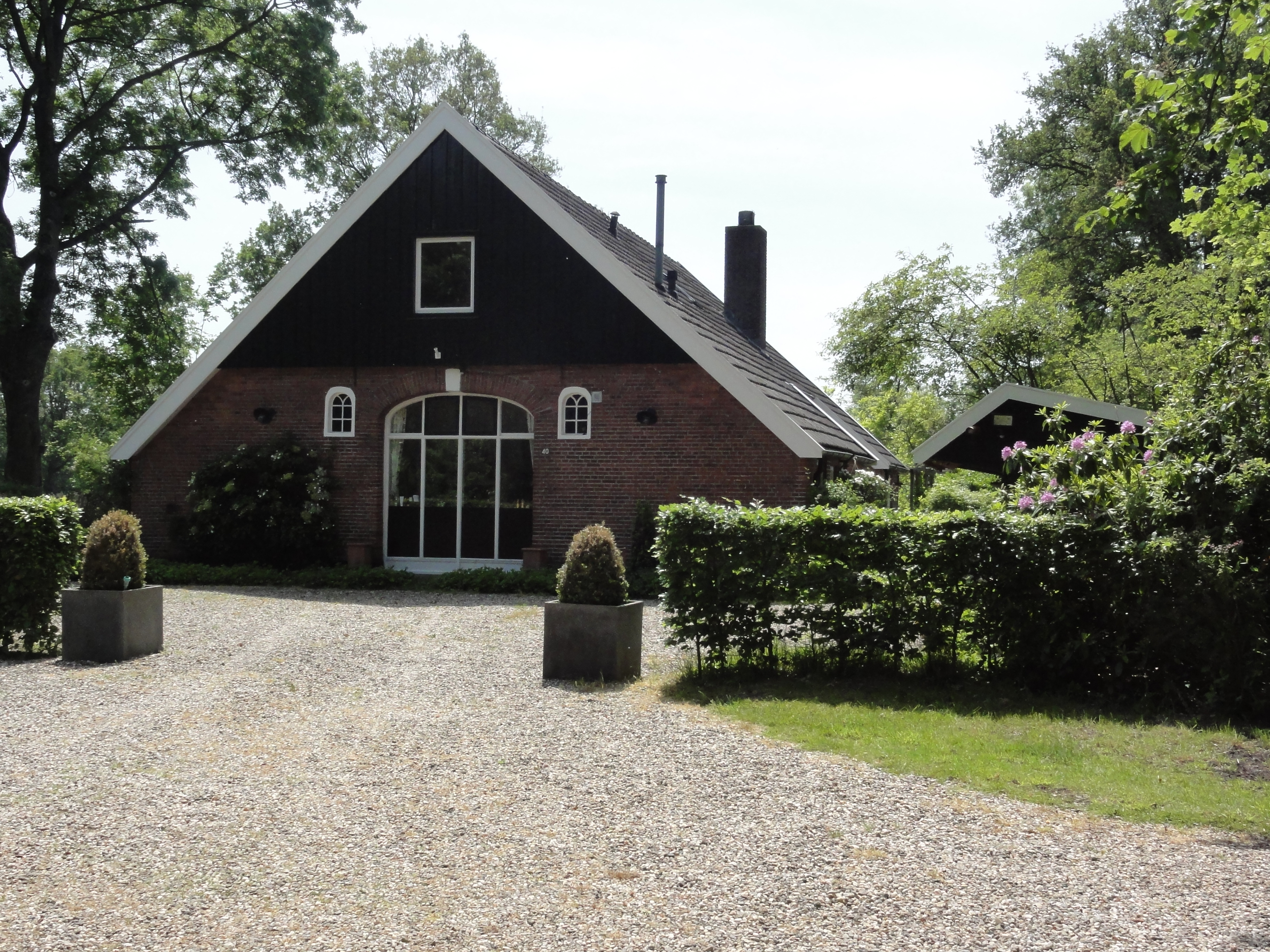
Hoeve aan de Dommertweg
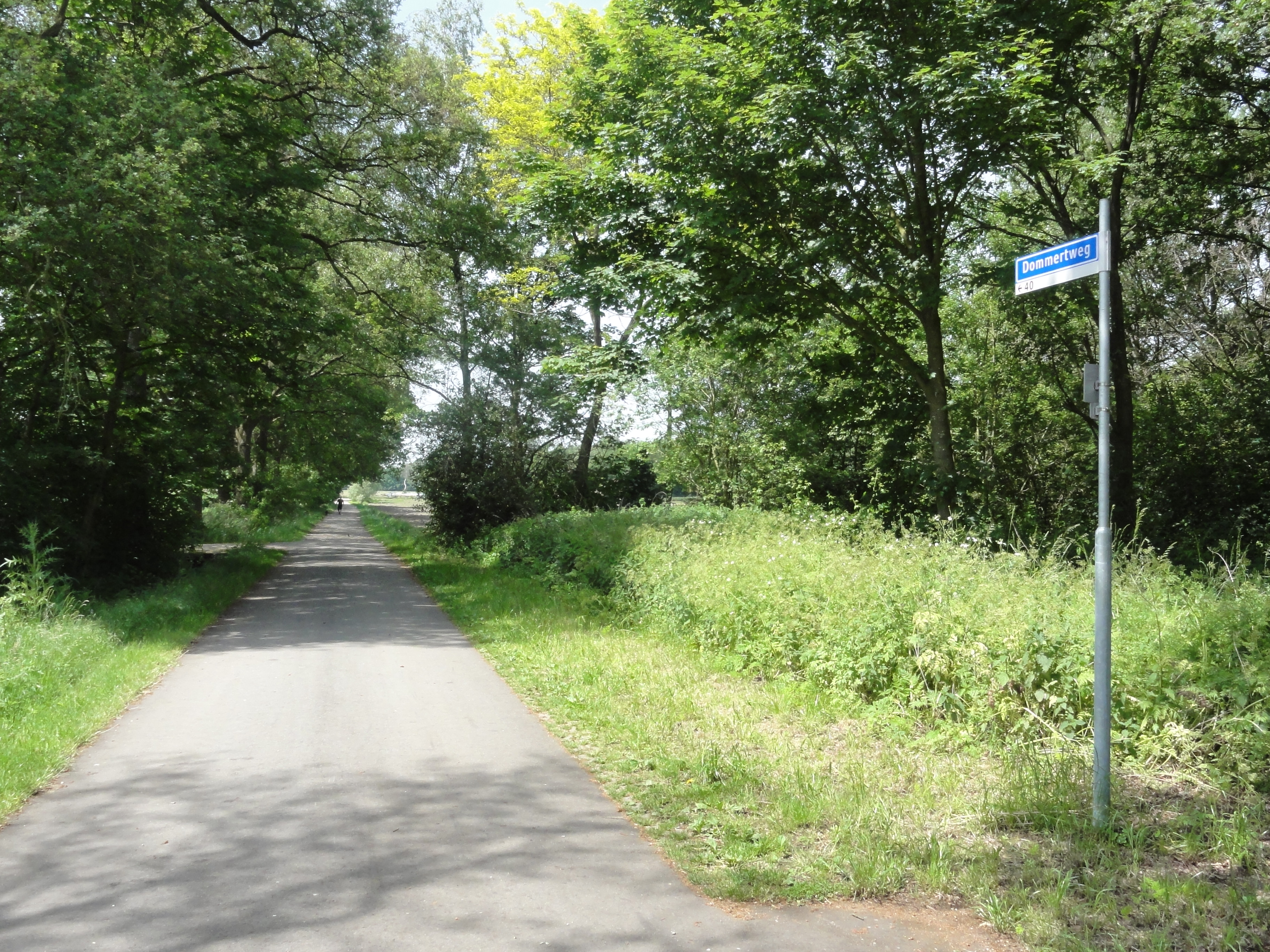
Dommertweg vanaf hoek Lentepad-Veltzichtweg
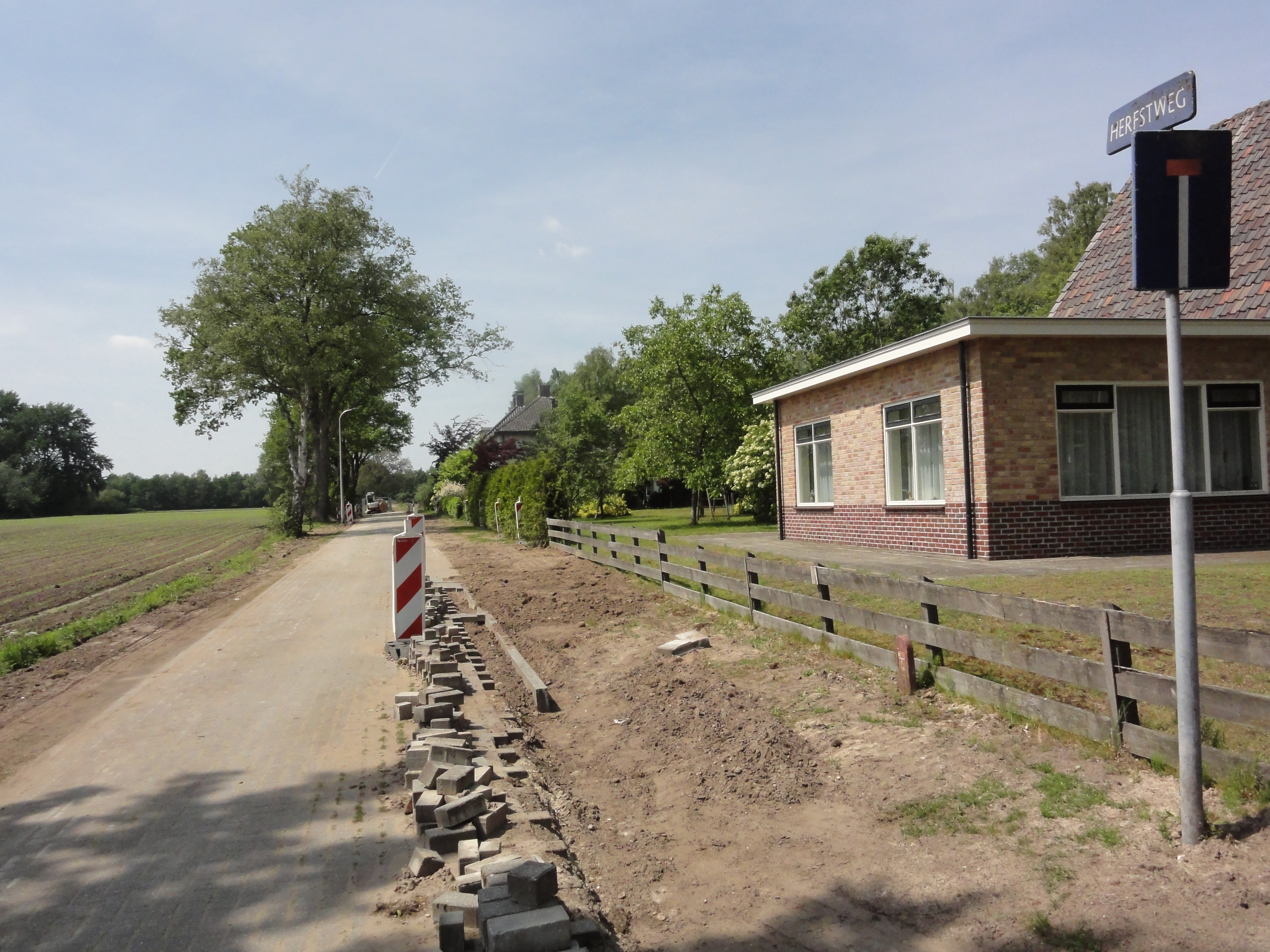
Herfstweg vanaf hoek Slankweg
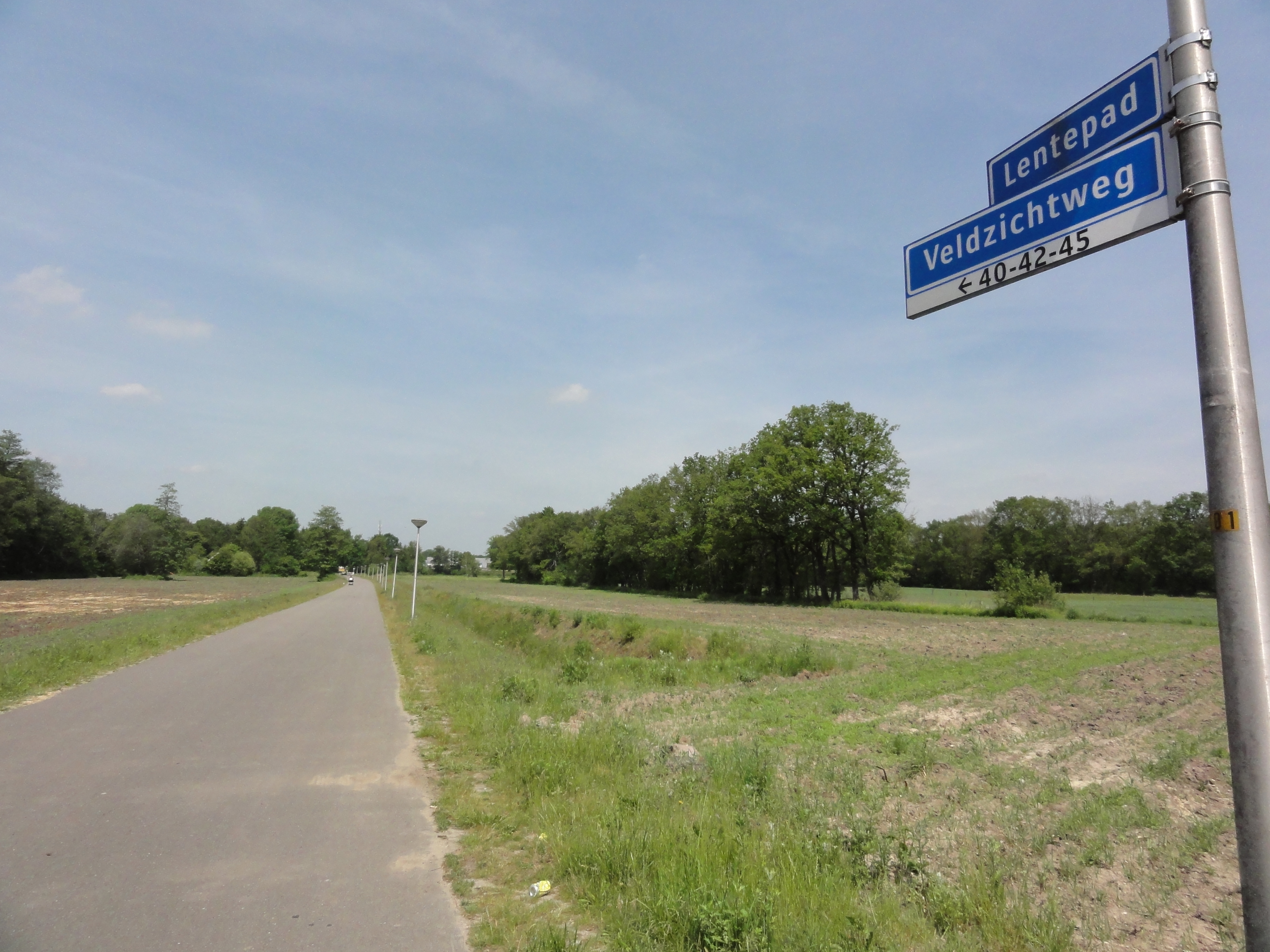
Lentepad van Gronausestraat naar Veltzichtweg en station de Eschmarke

### Tramhalte Dolphia
Er kwam in 1908 een tramhalte Dolphia van de Twentsche Electrische Tramweg Maatschappij op de lijn Enschede-Glanerbrug. In 1910 hield de aviateur Jan Olieslagers vliegdemonstraties nabij Dolphia op het weiland van De Dommert, dankzij de tramhalte trok dit veel toeschouwers. De lijn is in 1933 opgeheven.

### Dolphiaschool
In 1910 werd vanuit de lagere school GI (in Glanerbrug) bij de Veltzichtweg aan de toenmalige Rijksstraatweg (nu Gronausestraat) een dependance opgericht : school GII,  die in februari 1940 de naam Dolphiaschool kreeg. De school is in 1980 gesloten.

### Voetbalclub Dolphia
De buurtschap Dolphia kende een eigen voetbalclub. De voetbalclub Dolphia bestond van 1921 tot 1928, het voetbalveld lag waar later de tuin van klooster Dolphia is gekomen. In 1934 is een nieuwe voetbalclub Dolphia opgericht; die had een voetbalveld aan de Sleutelweg. De club was tot 2004 aangesloten bij de Twentsche Voetbalbond.

### Tuindorp Dolphia
Dicht bij Hotel Dophia lag het Dolphiabos, eigendom van de textielfabrikanten Van Heek. In de Eerste Wereldoorlog hield Van Heek zijn textielarbeiders aan het werk door ze in het Dolphiabos kap- en ontginningswerk te laten doen. In december 1928 werd de firma Van Heek & Co. medeoprichter van de N.V. Bouwmaatschappij Mijn Eigen Huis. Deze ondernam de bouw van 500 woningen voor textielarbeiders, waarvan 250 bij Dolphia, volgens een plan van de architecten Yme Bouma en C.J.M. van Duynen ontworpen als tuindorp Dolphia en in opdracht van de R.K. Bouwvereniging Ons Huis tussen 1930 en 1934 gerealiseerd. Centraal in dit tuindorp Dolphia, bebouwd met voornamelijk twee onder één kap eengezinswoningen, ligt het Transvaalplein, dat is ingericht als een park met een vijver.

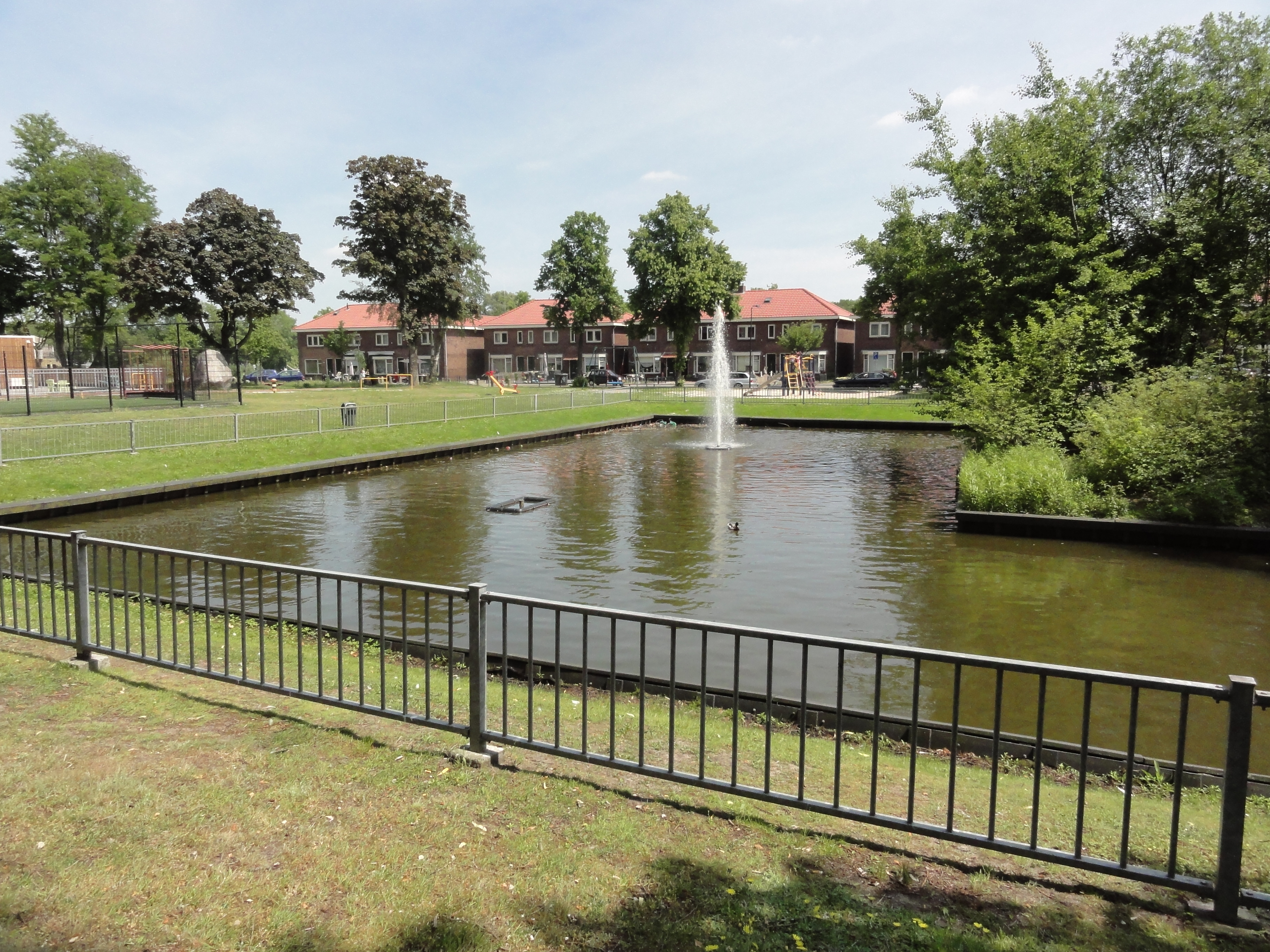
Het Transvaalplein met de vijver, centraal gelegen in het tuindorp.
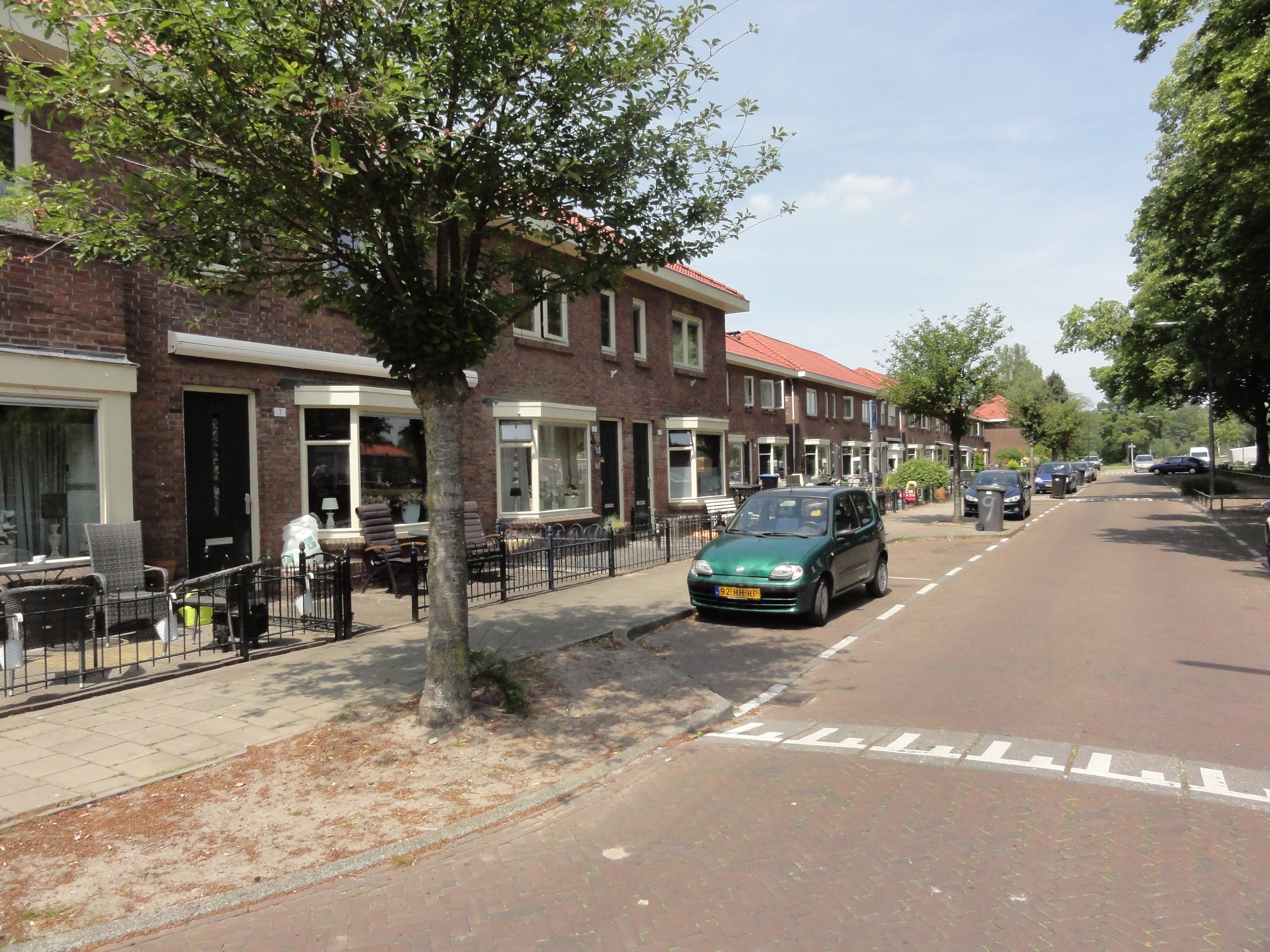
Transvaalplein westzijde vanaf Paul Krugerstraat
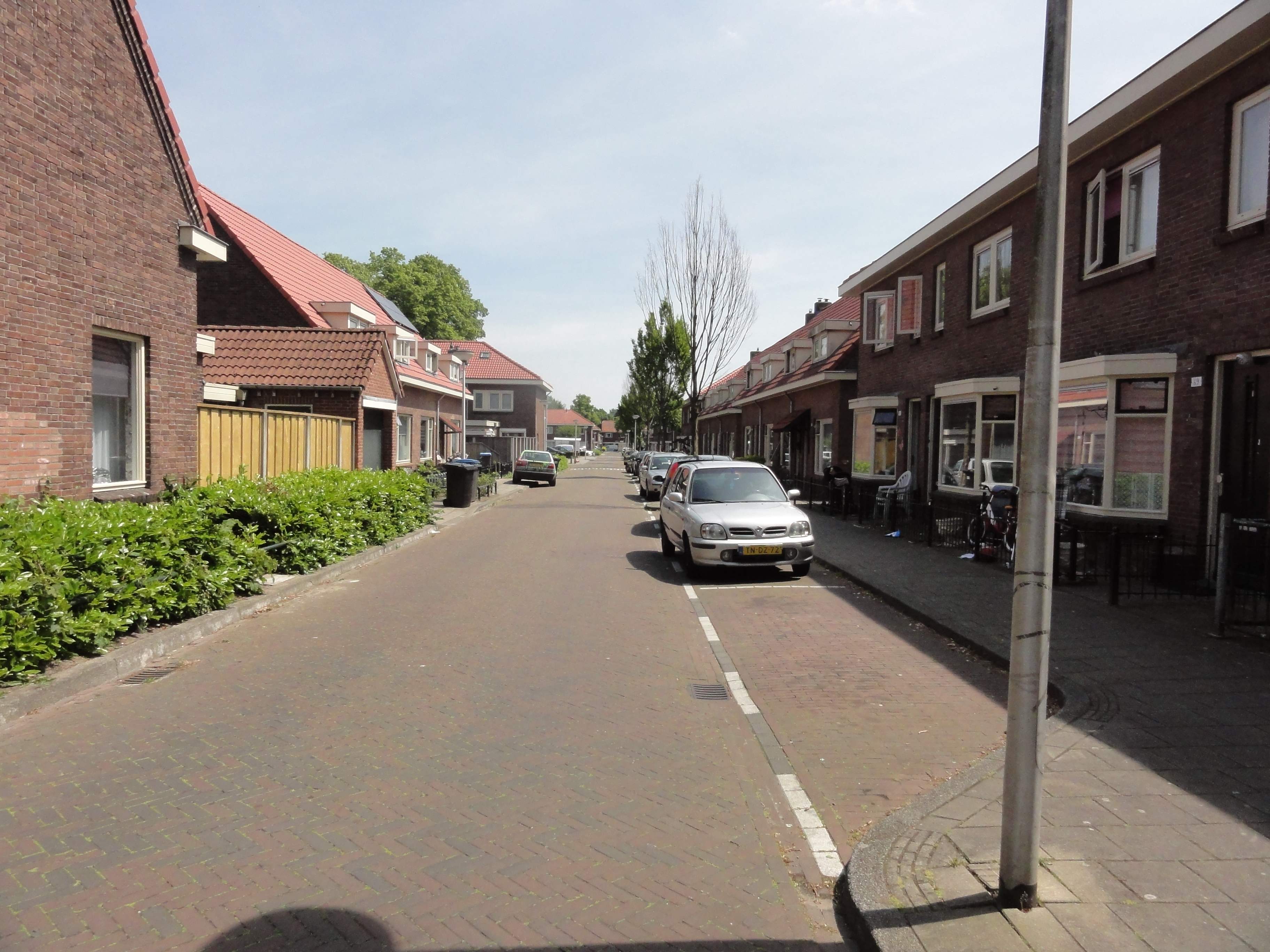
Paul Krugerstraat hoek Cronjéstraat
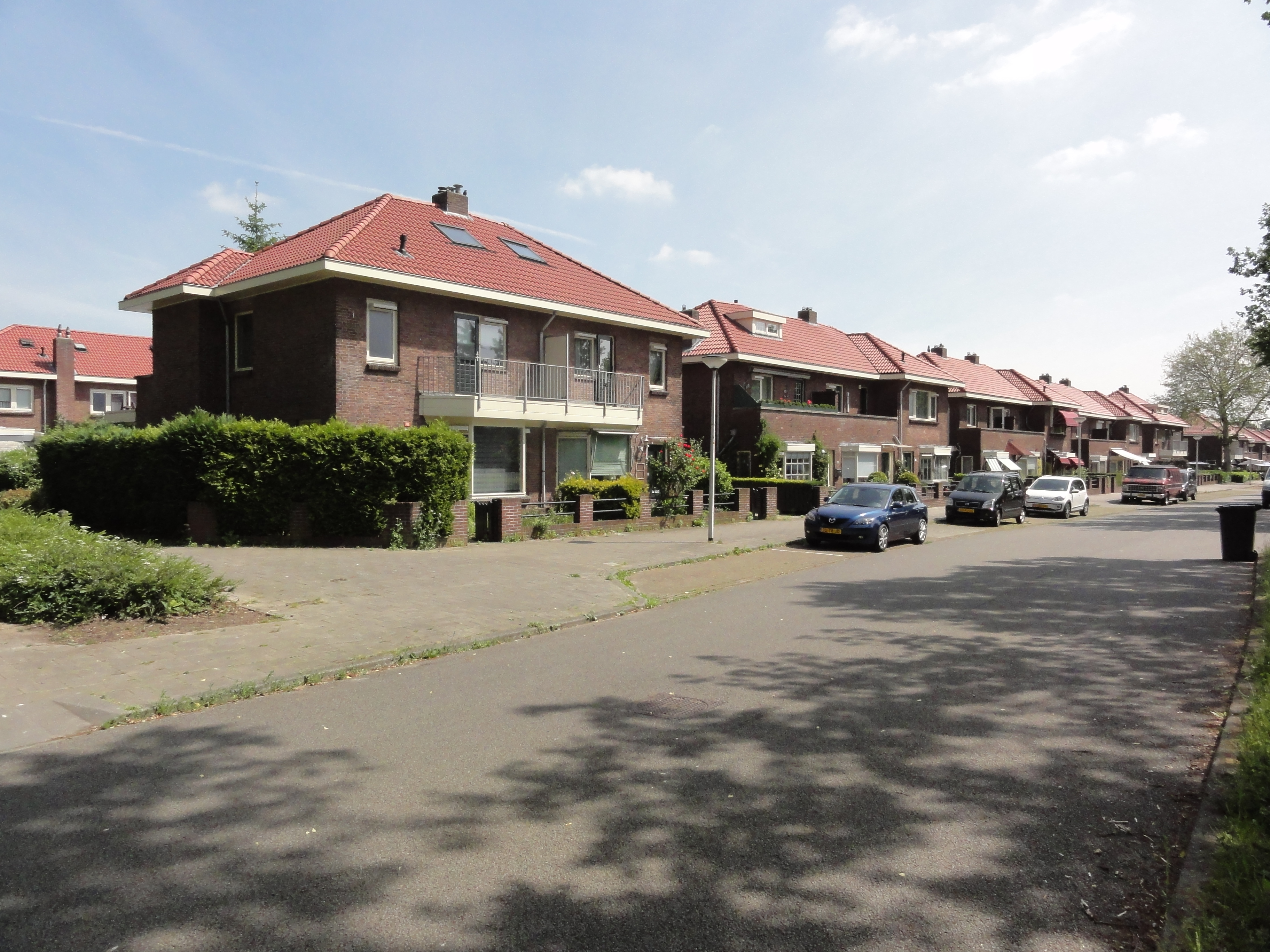
Gronausestraat hoek Cronjéstraat
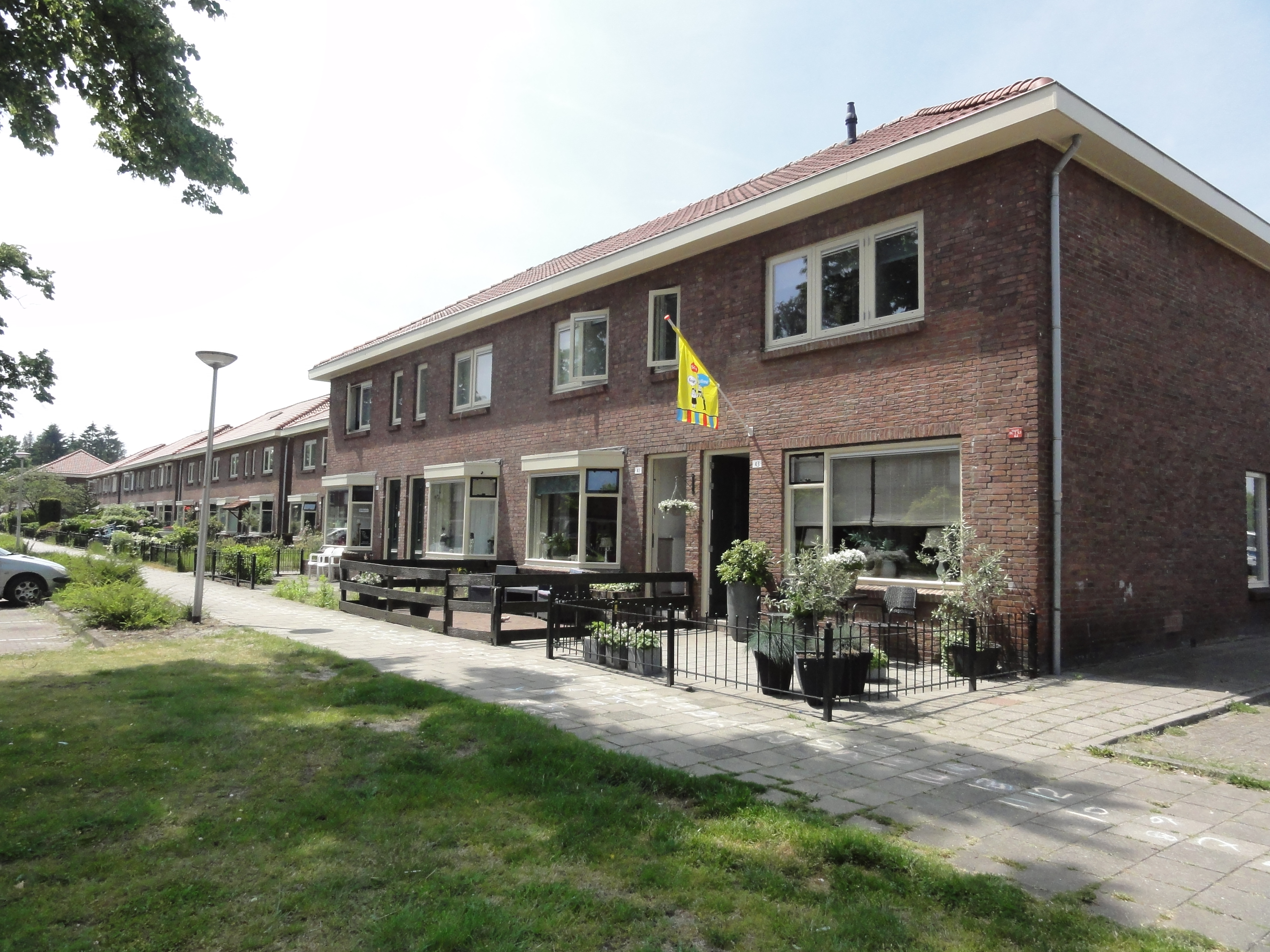
Slankweg hoek Louis Bothastraat

### Meubelfabriek
In 1933 brandde de meubelfabriek Glanerbrug af. De nieuwe fabriek werd gebouwd in Dolphia naast het tuindorp. Na de oorlog werd de fabriek gekocht door Drieze, die als Meubelfabriek Enschede teakhouten meubels met name naaimachinemeubels produceerde met als merknaam Aristo.  Na een brand in 1969 ging de fabriek in 1970 dicht.

### Twee kerken en een klooster
Dicht bij het tuindorp Dolphia werd in 1934 de Bernadettekerk gebouwd als bijkerk voor Dolphia, dependance van de parochie Glanerbrug. De kerk werd in 1935 overgedragen aan de orde der franciscanen en in 1936-37 werd naast de kerk het Klooster Dolphia en achter de kerk de kloosterkerk gebouwd.

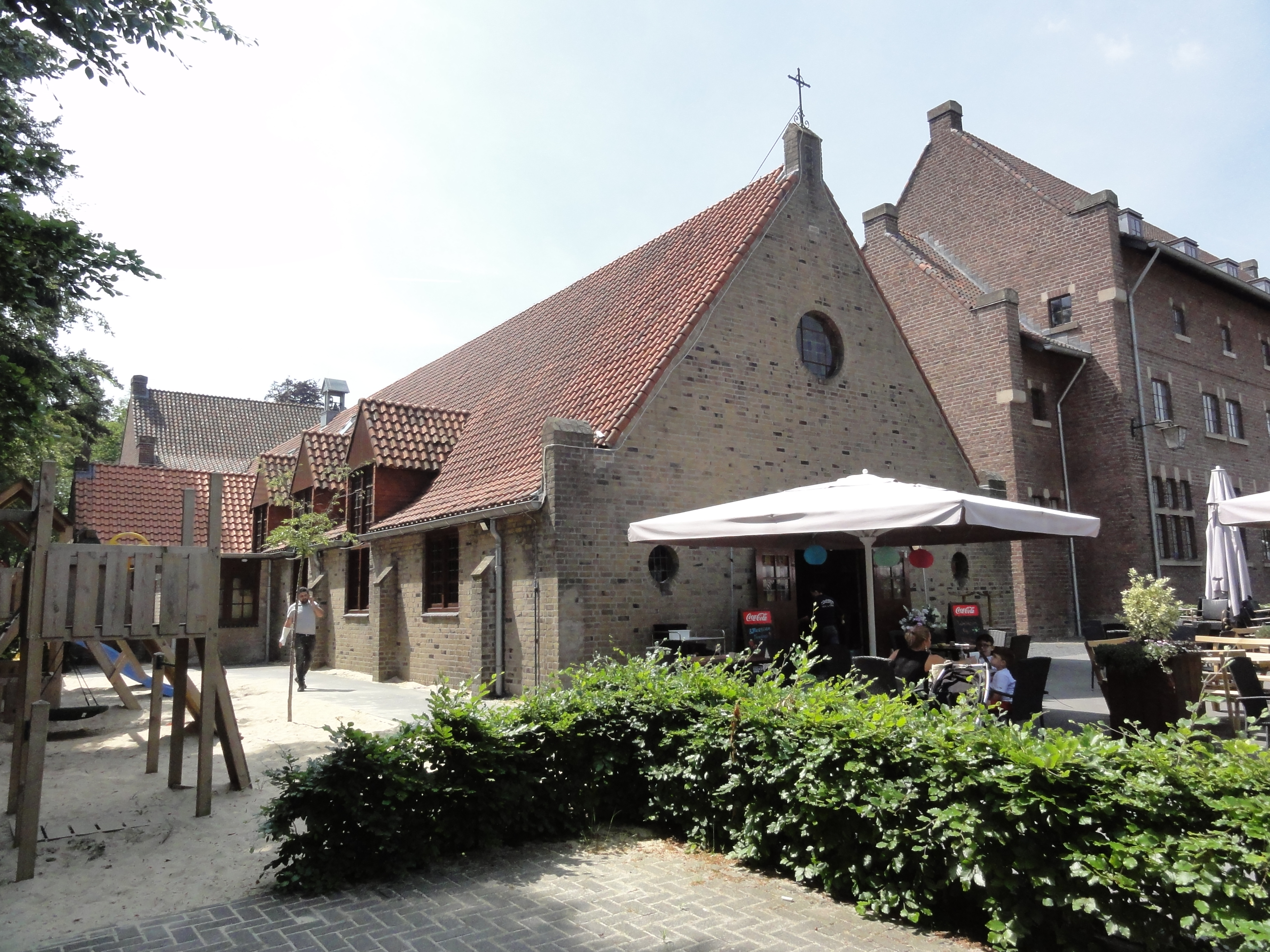
Voormalige Bernadettekerk, nu pannenkoekenrestaurant
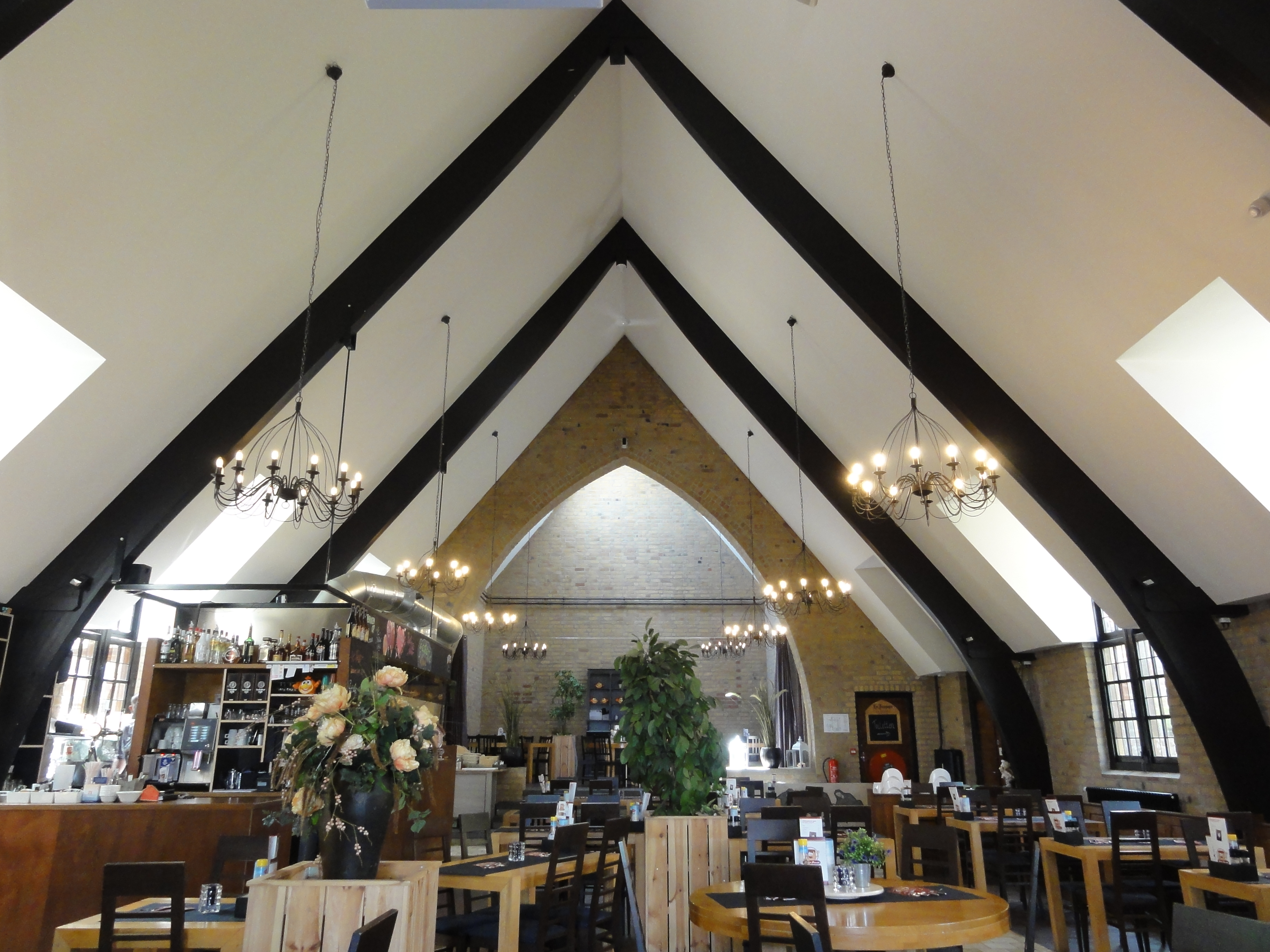
voormalige Bernadettekerk, interieur ingericht als pannenkoekenrestaurant
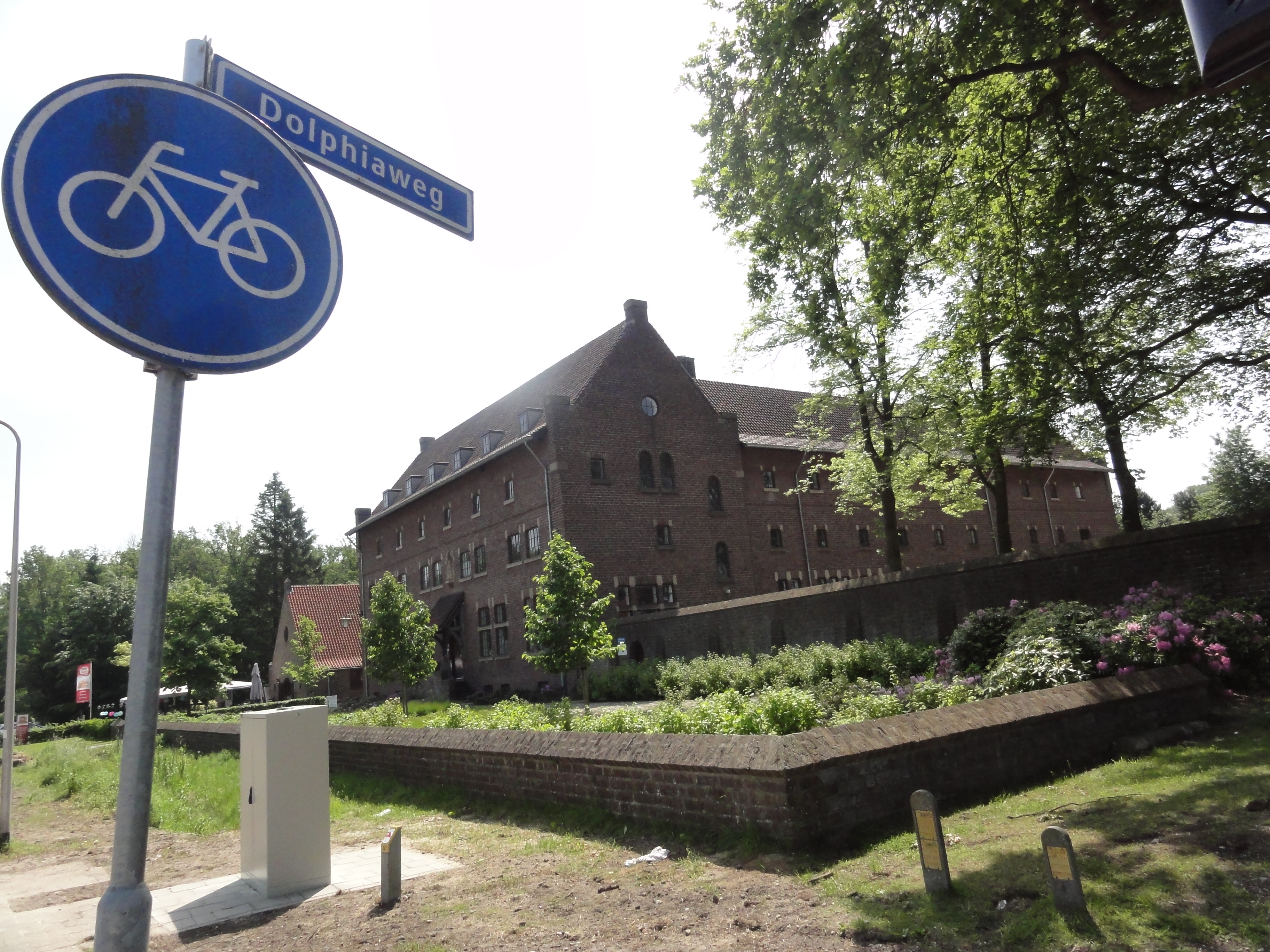
voormalig klooster Dolphia, vanaf Gronausestraat hoek Dolphiaweg
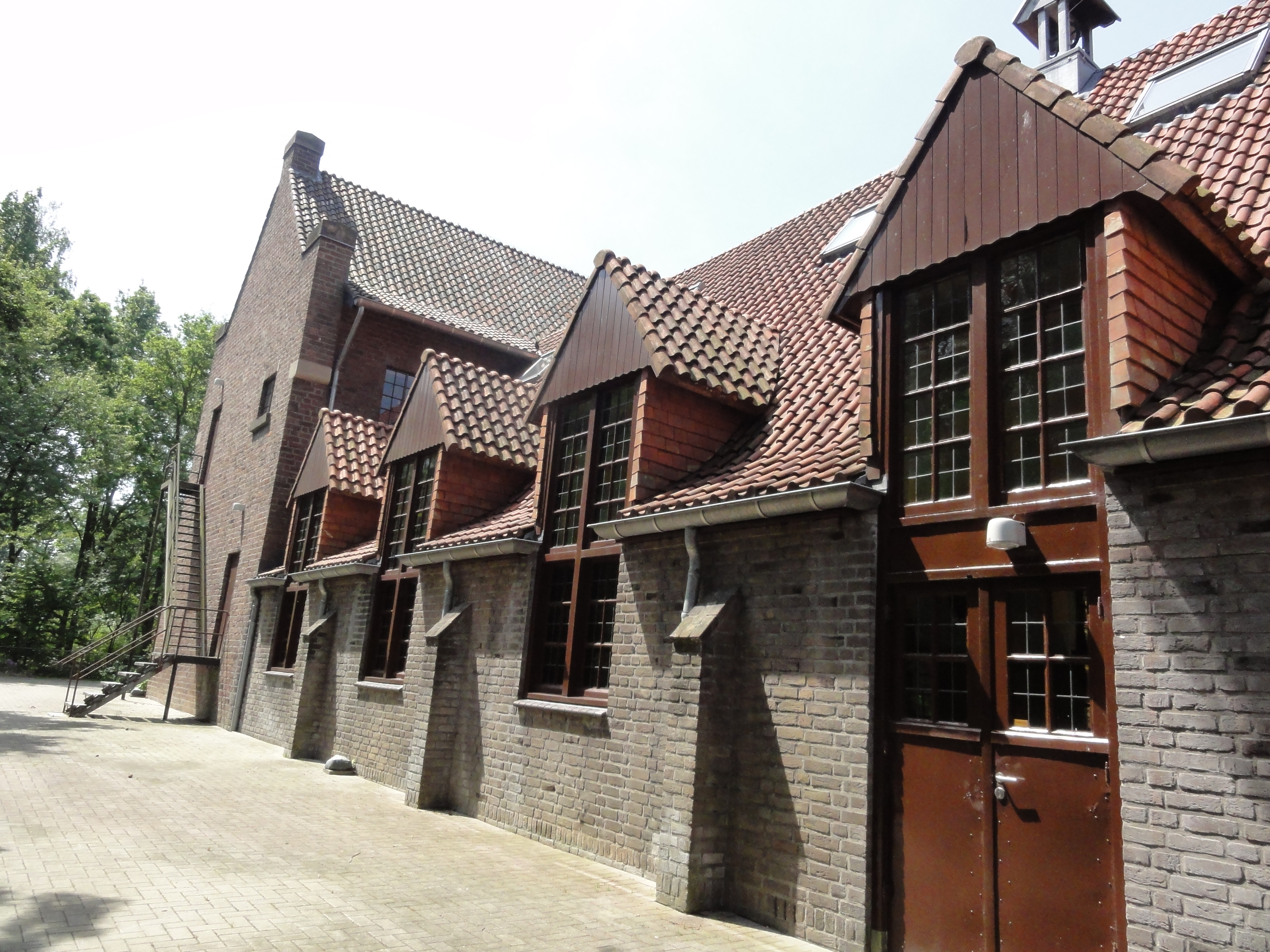
De kloosterkerk, gelegen achter de Bernadettekerk

### Renovaties tuindorp
Het tuindorp Dolphia heeft twee grote renovaties gekend, in 1976 en in 2005-2010. De laatste renovatie zou gepaard gaan met nieuwbouw van sociale woningen. Een gedeelte van de huizen (twee van de zes segmenten van het tuindorp) is toen gesloopt, maar door de economische crisis van 2008 is de nieuwbouw niet doorgegaan. Wel werd in 2006 het oude buurthuis gesloopt en is aan de rand van de wijk met Europese subsidie een nieuw buurthuis gerealiseerd. Dit buurthuis werd De Kei genoemd en is vernoemd naar een zwerfkei uit de ijstijd op het plein. De Kei staat eenzaam op het gesloopte deel van het tuindorp en, omdat de nieuwbouw eromheen niet gerealiseerd is, kozen de buurtbewoners voor een huis van de buurt op het Transvaalplein, dat tot stand is gekomen dankzij een sociale hypotheek.

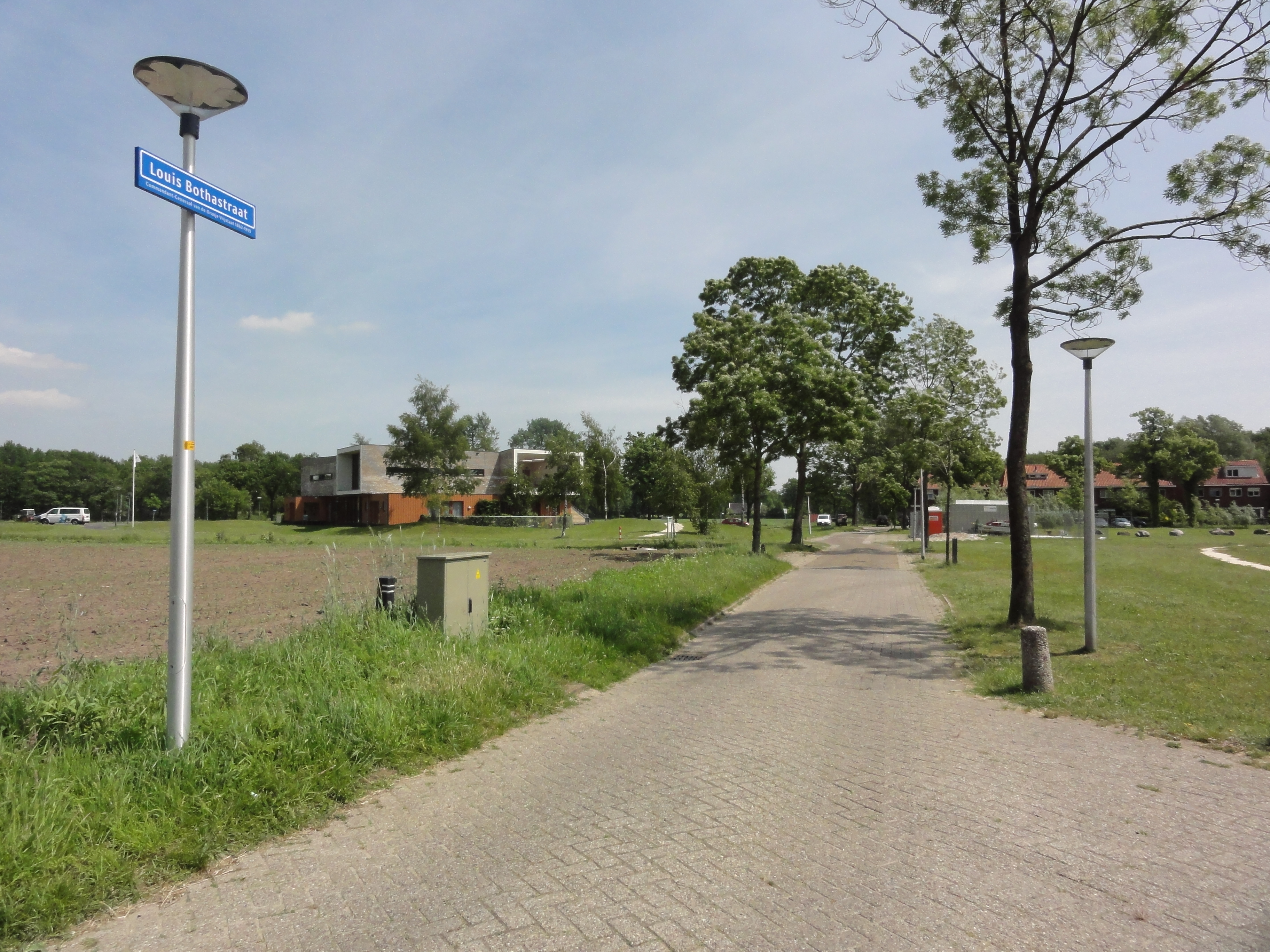
Louis Bothastraat met terrein van gesloopte huizen, links De Kei
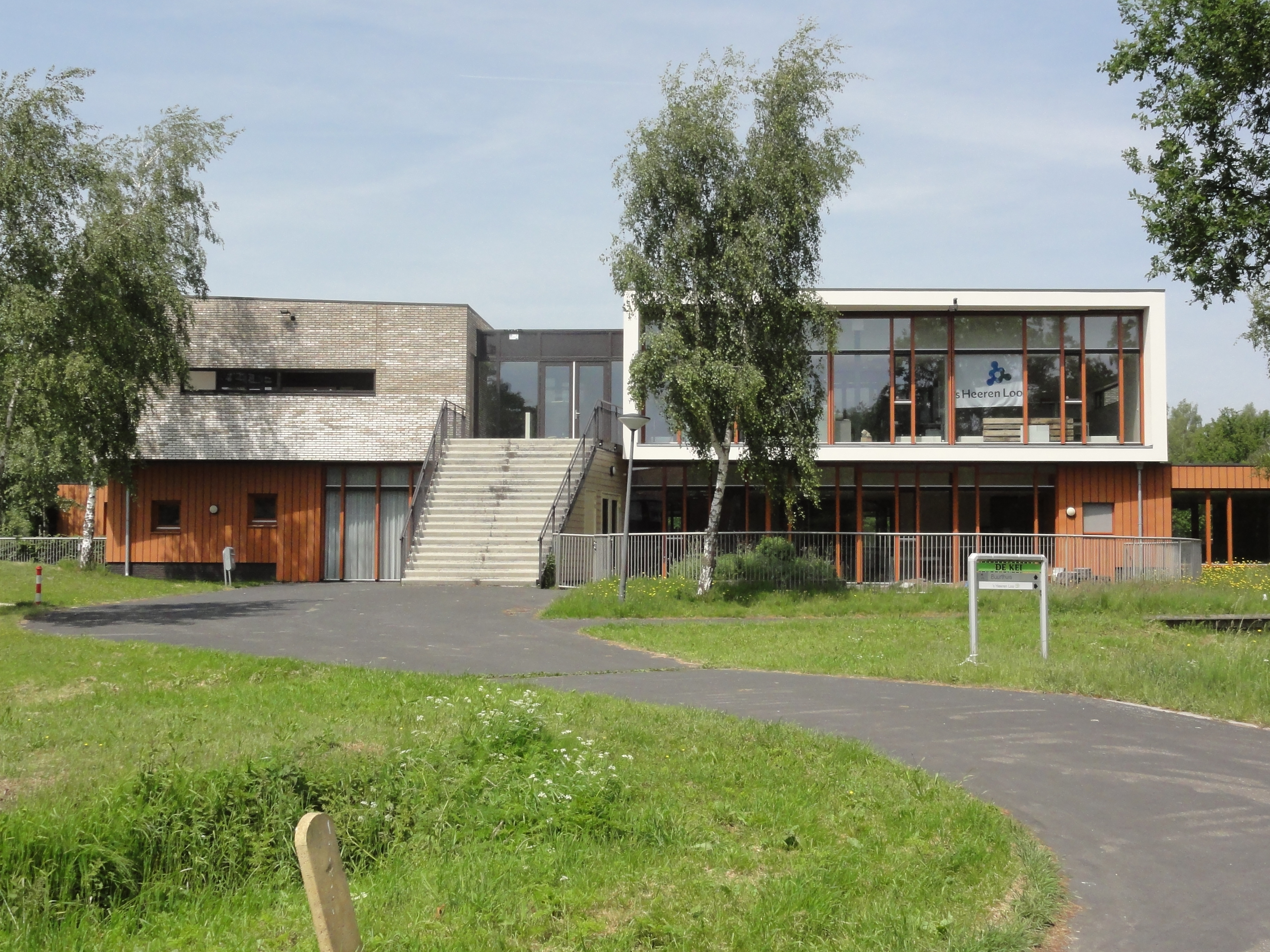
(voormalig) buurtcentrum De Kei, Slankweg
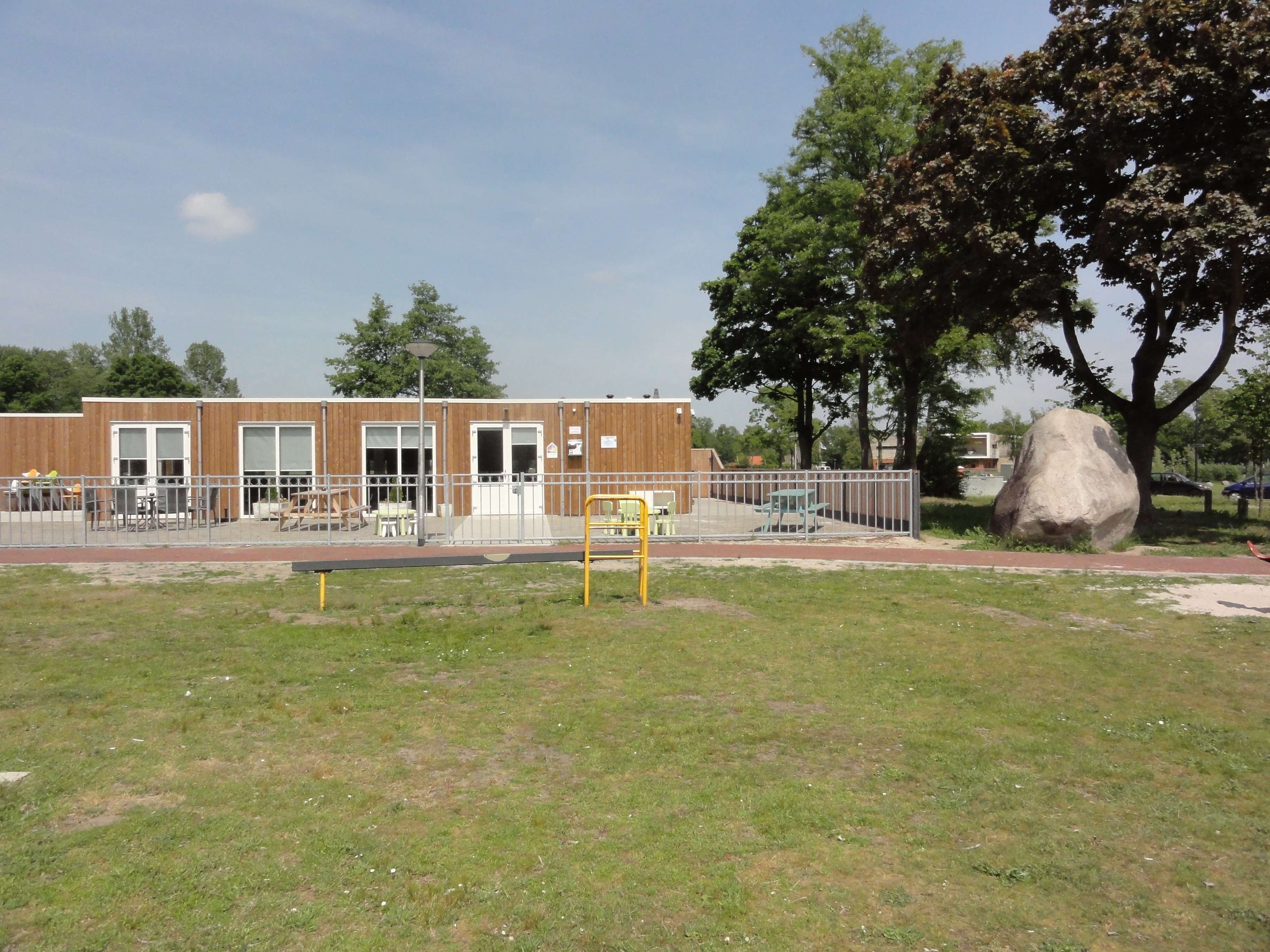
Transvaalplein, links huiskamer van de buurt, rechts de kei, op de achtergrond tussen de bomen De Kei
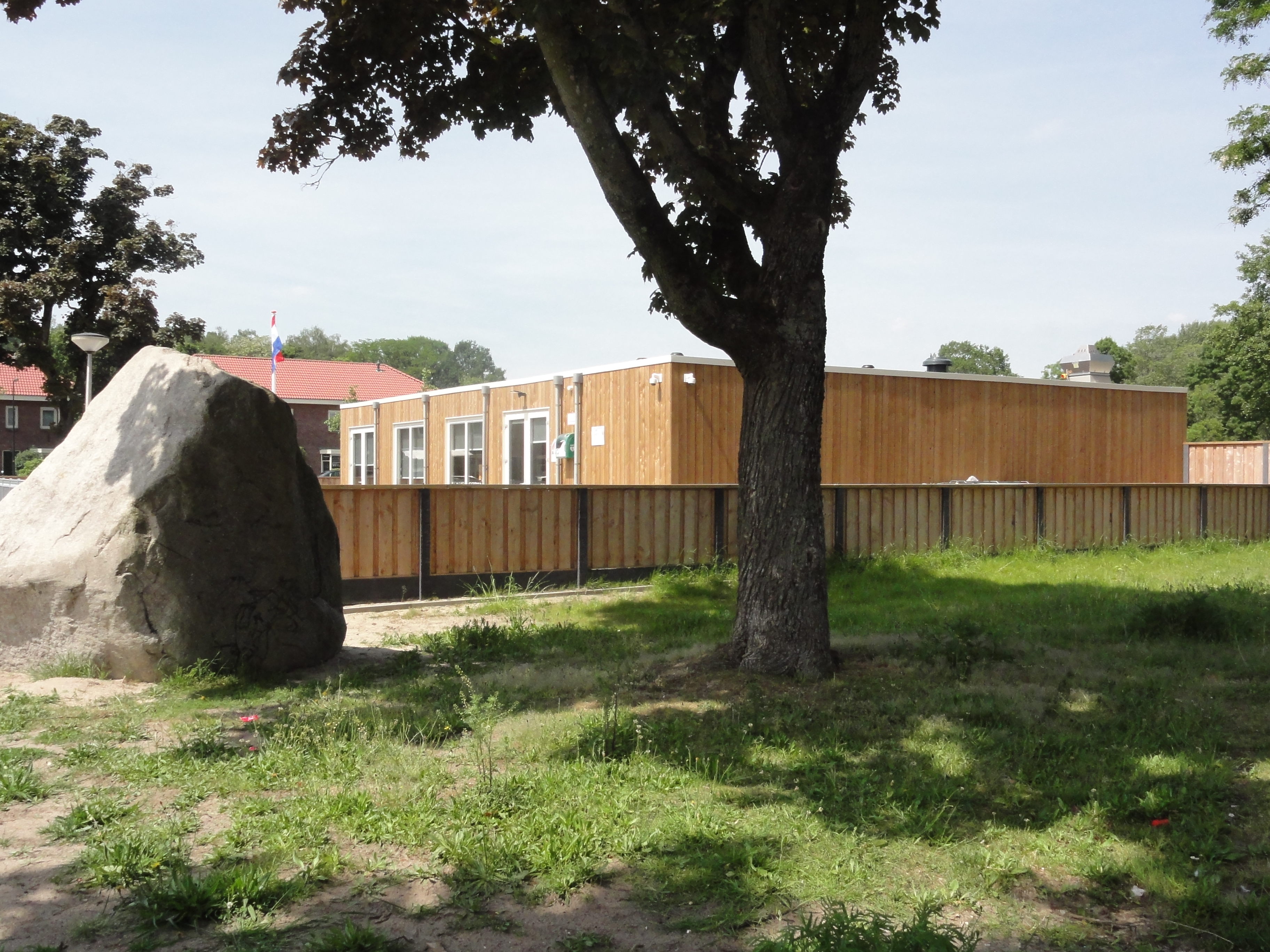
Transvaalplein, huiskamer van de buurt, met de kei

### Dolphia stadsbuurt met tuinwijkje
Dolphia, dat in de Topografische Atlas Overijssel 2004 nog als buurtschap vermeld wordt, is in de 21e eeuw een stadswijk, officieel een buurt van de wijk Glanerbrug en omgeving in stadsdeel Enschede-Oost. Het valt binnen het plangebied Eschmarke. De aangrenzende buurten zijn De Slank in het noorden, Bentveld Bultserve in het oosten, Eekmaat in het zuiden en Sleutelkamp in het westen. De bebouwing van de buurt Dolphia bestaat uit het niet gesloopte deel van tuinwijkje Dolphia en verspreide bebouwing daarbuiten. Het is het laatste tuindorp dat, omsloten geraakt door nieuwbouwwijken, door de stad Enschede binnen de stedelijke bebouwing is opgenomen.
Dolphia kwam in 2015 in het nieuws door protesten tegen de komst van een asielzoekerscentrum (AZC) voor zeshonderd vluchtelingen op de plek waar de sociale woningen gebouwd zouden worden. Bij het beoogde AZC-terrein hadden onbekenden veertien varkenskoppen gedumpt. Het AZC-centrum is er door de afname van de vluchtelingenstroom niet gekomen.